# Грибусова Валерія Олегівна
Валерія Олегівна Грибусова (також відома як VAL або ВЕЛ; нар. 12 лютого 1995, Могильов, Республіка Білорусь) — білоруська співачка, музикантка та авторка пісень. Переможниця низки міжнародних музичних конкурсів. Представниця Білорусі на скасованому через пандемію коронавірусу «Євробаченні-2020» у Роттердамі (Нідерланди).

## Життєпис
Народилася 12 лютого 1995 року в Республіці Білорусь у місті Могильові. З 5 до 10 років займалася в Заслуженому аматорському колективі Республіки Білорусь ансамблі народної музики «Ярица» (керівниця Л. А. Жукова), державного закладу додаткової освіти «Обласний центр творчості».
2005 року вступила до Могильовської державної гімназії-коледжу мистецтв на відділення «Диригування (академічний вокал)». Вісім років була солісткою естрадної студії при МДГКІ (кер. Е. А. Левченко). З 2010 року навчалася в «Студії моди Сергія Нагорного» (кер. Т. С. Полозкова) і пройшла курс навчання за дисциплінами: акторська майстерність, хореографія, дефіле, мода, етикет, перукарське мистецтво, косметологія, фотомайстерність.
2013 року Валерія Грибусова закінчила Могильовську державну гімназію-коледж мистецтв, отримала диплом із відзнакою. Того ж року вступила до Білоруського державного університету культури і мистецтв на факультет музичного мистецтва за спеціальністю «Мистецтво естради (спів)». З серпня 2013 року як артистка-вокалістка (солістка) почала працювати в заслуженому колективі «Національний академічний оркестр симфонічної та естрадної музики Республіки Білорусь» під керуванням народного артиста Білорусі, лауреата Державної премії Білорусі, лауреата премії Союзної держави, професора Михайла Фінберга.
У червні 2016 року Валерія Грибусова нагороджена Гранд-премією і званням лауреатки спеціального фонду Президента Республіки Білорусь з підтримки талановитої молоді.

## Музична кар'єра
Валерія Грибусова 2011 року успішно виступила на V Міжнародному конкурсі вокально-естрадної творчості «Чарівний світ Куліс» у м. Санкт-Петербурзі, де отримала першу премію. Цього ж року вона стала другою — на міжнародному телевізійному фестивалі — конкурсі вокально-хореографічного мистецтва «Ялтинський Берег».
2012 року 17-річна співачка виборола чотири гран-прі на різних міжнародних фестивалях у містах Климовичі, Новополоцьк та Мінськ (Білорусь), Москва та Париж. Наступного року повторила цей успіх на республіканському конкурсі молодих виконавців естрадної пісні XIII Національного фестивалю білоруської пісні та поезії «Молодечно — 2013» (м. Молодечно, Білорусь).
2015 року стала лауреаткою першої премії Міжнародного конкурсу виконавців естрадної пісні «Вітебськ-2015» «Слов'янський базар 2015». А 2017 року спробувала свої сили у 7-у сезоні всеукраїнського вокального телевізійного шоу «Голос країни», де виконала пісню «Love yourself» Justin Bieber та потрапила до команди Джамали.

### Участь у проєктіVAL
VAL — новий електронний проєкт, заснований у Білорусі на початку 2016 року вокалісткою Валерією Грибусовою, а також музикантом і саунд-продюсером Владиславом Пашкевичем (VP). З середини 2016 року проєкт почала продюсувати команда ToneTwins, до якої також входить музикант і саунд-продюсер Андрій Катіков (Paul Kat), випускник відомого музичного університету Berklee College of Music.
1 травня 2016 року VAL випустив свій дебютний сингл «Кто ты есть», авторами якого є Валерія Грибусова і Владислав Пашкевич. У вересні 2016 року відбувся випуск другого синглу «Ветер во сне». Авторами пісні виступили Андрій Катіков та Олексій Гордєєв. 1 січня 2017 року відбувся реліз дебютного кліпу на сингл «Ветер во сне».

### Перемога в національному відборі на Євробачення-2020
Валерія Грибусова з проєктом VAL стала найкращою серед 12 фіналістів: восьми солісток, двох дуетів, квартету і вокаліста білоруського національного відбору на Євробачення-2020, що проходило в приміщенні «Білорусьфільму». Бали виставляли глядачі і журі, що вперше включало міжнародних експертів. Вокалістка Валерія Грибусова і саунд-продюсер Владислав Пашкевич представили композицію білоруською мовою «Да відна».

## Нагороди та відзнаки
- Лауреатка першої премії V Міжнародного конкурсу вокально-естрадної творчості «Чарівний світ Куліс» (м. Санкт-Петербург, Росія, 2011).
- Лауреатка другої премії V міжнародного Телевізійного фестивалю — конкурсу вокально-хореографічного мистецтва «Ялтинський Берег» (м. Ялта, 2011).
- Лауреатка першої премії XI Міжнародного фестивалю дитячої творчості «Золота бджілка» (м. Климовичі, Білорусь, 2011).
- Володарка ГРАН-ПРІ Міжнародного фестивалю-конкурсу вокального і хореографічного мистецтва «Різдвяна зірка» (м. Москва, Росія, 2012).
- Володарка ГРАН-ПРІ Відкритого конкурсу дитячої та юнацької творчості «Новий рух — 2012» (м. Мінськ, Білорусь, 2012).
- Володарка ГРАН-ПРІ Міжнародного конкурсу-фестивалю «Le ciel de Paris» («Під небом Парижа») (м. Париж, Франція, 2012).
- Володарка ГРАН-ПРІ Республіканського конкурсу юних виконавців естрадної пісні «Халі — Хало» (м. Новополоцьк, Білорусь, 2012).
- Учасниця півфіналу Народного музичного проєкту «Співаючі міста» (м. Мінськ, Білорусь, 2012).
- Володарка ГРАН-ПРІ Республіканського конкурсу молодих виконавців естрадної пісні XIII Національного фестивалю білоруської пісні та поезії «Молодечно — 2013» (м. Молодечно, Білорусь, 2013).
- Лауреатка першої премії Міжнародного конкурсу виконавців естрадної пісні «Вітебськ-2015» «Слов'янський базар 2015» (м. Вітебськ, Білорусь, 2015).
- Гранд-премія і звання лауреатки спеціального фонду Президента Республіки Білорусь з підтримки талановитої молоді (2016).

## Дискографія

### Сингли
- Кто ты есть [Архівовано 14 лютого 2017 у Wayback Machine.] (2016)
- Ветер во сне [Архівовано 14 лютого 2017 у Wayback Machine.] (2016)

### Міні-альбом
| Назва          | Подробиці                                                  |
| -------------- | ---------------------------------------------------------- |
| В моей комнате | - Випущений: 1 травня 2017 - Лейбл: ToneTwins - Формат: CD |

## Музичні відео
| Назва          | Рік  | Режисер         | Джерело                                                 |
| -------------- | ---- | --------------- | ------------------------------------------------------- |
| «Ветер во сне» | 2016 | Денис Пастернак | YouTube [Архівовано 17 березня 2020 у Wayback Machine.] |